# Chiliasme
Chiliasme (Oudgriekse woord Χίλιοι, chilioi, duizend) of millennialisme (van millennium, duizend jaar) is een stroming binnen het  christendom die gelooft dat er voor of na de wederkomst van Christus en vaak in samenhang met de apocalyps een duizendjarig vrederijk of een paradijs op aarde zal worden gevestigd.
In het vroege christendom was premillennialisme in de 2e eeuw de dominante eschatologie. De meest uitgesproken aanhangers waren Justinus de Martelaar en Ireneüs. Tegen de 3e eeuw ontstond tegenstand tegen het premillennialisme. Origenes was de eerste openlijke tegenstander. Vanaf op zijn laatst de 4e eeuw is chiliasme een minderheidsinterpretatie binnen het christendom.
De hoofdstroom van het christendom is afkerig van het voortdurend voorspellend toepassen van chiliastische Bijbelteksten. De wederkomst van Christus wordt er beleden, maar niet verbonden aan specifieke datums of verwachtingen. De hoofdstroom is daarom amillennialistisch, wars van speculaties over de komst van Jezus en hoe die zich zou voltrekken. Deze opvatting wordt breed gedragen in zowel de oosters-orthodoxe kerken als de Rooms-katholieke Kerk. Ook komt het veel voor bij de lutheranen, hervormden en anglicanen. Daarnaast kan het ook op steun rekenen bij een relatief grote minderheid van de evangelicale kerken.

## Bronnen van chiliasme

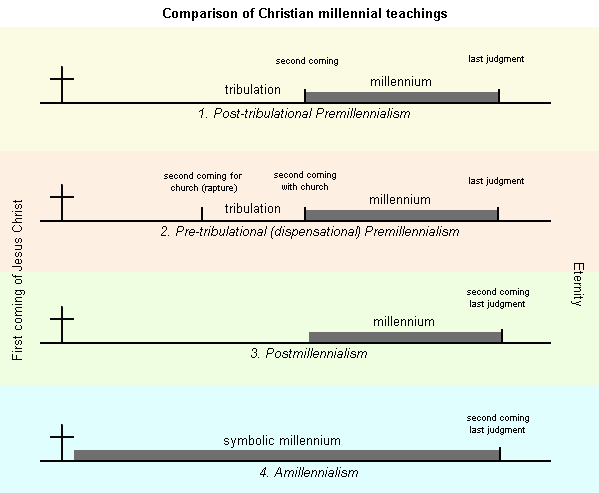
Verschillende visies op de Opname van de gemeente (rapture) en het Duizendjarige rijk (millennium)